# Departamentul Likouala
Departamentul Likouala este una dintre cele 12 unități administrativ-teritoriale de gradul I ale Republicii Congo. Reședința sa este orașul Impfondo.